# Cantón de Tarbes-4
El cantón de Tarbes-4 era una división administrativa francesa, que estaba situada en el departamento de Altos Pirineos y la región de Mediodía-Pirineos.

## Composición
El cantón estaba formado por una fracción de la comuna que le daba su nombre:
- Tarbes (fracción)

## Supresión del cantón de Tarbes-4
En aplicación del Decreto nº 2014-242 de 25 de febrero de 2014, el cantón de Tarbes-4 fue suprimido el 22 de marzo de 2015 y su fracción de comuna pasó a formar parte de los nuevos cantones de Tarbes-1, Tarbes-2 y Tarbes-3.